# Yosemite Transportation Company Office
Le Yosemite Transportation Company Office – ou Wells Fargo Office – est un bâtiment en rondins de bois situé dans le comté de Mariposa, en Californie, dans le sud-ouest des États-Unis. Destiné à abriter des services de transport actifs dans le parc national de Yosemite, il est construit en 1910 dans la vallée de Yosemite puis déplacé en 1960 à Wawona, où il est depuis lors exposé au sein du Pioneer Yosemite History Center. Il est inscrit au Registre national des lieux historiques depuis le 9 juin 1978.